# Camping (pel·lícula de 2006)
Camping és una pel·lícula de comèdia francesa del 2006 dirigida per Fabien Onteniente. Mostra una caricatura dels càmpings francesos que es poden semblar dure, però també defensa una certa idea de senzillesa davant el luxe dels hotels.

## Sinopsi
Michel Saint-Josse, cirurgià estètic a París, marxa a passar les seves vacances a un palau de Marbella amb la seva filla Vanessa. Marxa amb el seu Aston Martin semblant al de James Bond, que va comprar en una subhasta a Londres.
L'1 d'agost de cada any, diverses famílies es reuneixen al càmping Flots Bleus, a Pyla-sur-Mer, prop d'Arcaishon, a la costa atlàntica. Barbacoes, xancletes, pastis, partits de voleibol, formen part de l'equipatge dels campistes. Els desitjos d'escapar al Shogun (la discoteca local) són pressants. Un cop més aquest retrobament podria haver estat agradable si aquest any no s'acumulés imprevistos.
Els Pic ja no tenen la seva ubicació 17 a causa d'un error en el nou equip informàtic, la dona de Patrick Chirac tarda a arribar i el Gatineau, cada cop més fred, acabarà muntant una tenda a part.
El cotxe d'en Michel s'avaria prop del càmping. Atrapat sota l'ala de Patrick i sense cap altra solució d'allotjament, es veu obligat a viure junts a la seva tenda i viure uns dies en aquest ambient que no coneix i que menysprea. Enmig de coberteria de plàstic, tonyina catalana, dutxes col·lectives i curses d'ànecs, la seva filla sembla gaudir molt d'aquestes vacances imprevistes.
La pel·lícula també ens mostra que la parella formada per Sophie i Paulo s'ensorra, José Mendez que no aconsegueix reparar el cotxe de Michel, Vanessa que no vol sortir del càmping perquè li agrada, i Jacky que intenta convèncer els holandesos Cornelius i Cornélia. per canviar d'ubicació.
Aquest últim donarà a llum un nen anomenat Jacky al final de la pel·lícula sota la pluja tempestuosa, l'explosió dels megàfons i les tendes volants.

## Repartiment
- Franck Dubosc - Patrick Chirac
- Gérard Lanvin - Michel Saint-Josse
- Mathilde Seigner - Sophie Gatineau
- Antoine Duléry - Paul Gatineau
- Claude Brasseur - Jacky Pic
- Mylène Demongeot - Laurette Pic
- Christine Citti - Madame Chatel
- Frédérique Bel - Christy Bergougnoux
- François Levantal - Boyer
- Armonie Sanders - Vanessa Saint-Josse
- Laurent Olmedo - The 37
- Abbes Zahmani - Mendez
- Edéa Darcque - Sidy Mendez
- Chaka Ressiga - Ari Mendez
- Noémie Elbaz - Jessica
- Michael Hofland - Cornelius
- Ida Techer - Cornelia
- Charlie Barde - Aurélie Gatineau
- Eliott Parillaud - Sébastien Gatineau
- Béatrice Costantini - Madame de Brantes
- Dominique Orsolle - Madame Ballot
- Geneviève Geulin - Madame Bigoudis
- Emmanuelle Galabru - Séverine
- Maxime Labet - Manu
- Ari Vatanen – Ell mateix

## Producció
La majoria de les escenes d'aquesta pel·lícula es van rodar a Gironda en un autèntic càmping, adaptat per a l'ocasió, el càmping de la Dune, a Pyla-sur-Mer a la comuna de La Tèsta, en una regió turística prop de la conca d'Arcaishon. Les escenes rodades als garatges i el seu entorn es van rodar en petits garatges autèntics a Nanteuil-le-Haudouin i a Ermenonville (Oise). El punt de vista de la ubicació 17 de Jacky Pic està rodat a l'aparcament de la platja del Petit Nice situat al sud de la duna de Pilat. Les escenes de ping-pong i curses d'ànecs es filmen al càmping La Canadienne a Arés.

## Premis
| Any  | Premi                        | Categoria                    | Nominat           | Resultat  |
| ---- | ---------------------------- | ---------------------------- | ----------------- | --------- |
| 2006 | Festival de Cinema d'Hamburg | Premi de l'Audiència         | Fabien Onteniente | Nominat   |
| 2006 | NRJ Ciné Award               | Millor pel·lícula de comèdia | Fabien Onteniente | Guanyador |
| 2006 | NRJ Ciné Award               | Millor rèplica               | Franck Dubosc     | Guanyador |